# Bouffémont
Bouffémont – miejscowość i gmina we Francji, w regionie Île-de-France, w departamencie Dolina Oise.
Według danych na rok 1990 gminę zamieszkiwało 5700 osób, a gęstość zaludnienia wynosiła 1264 osób/km² (wśród 1287 gmin regionu Île-de-France Bouffémont plasuje się na 307. miejscu pod względem liczby ludności, natomiast pod względem powierzchni na miejscu 714.).